# Polyalthia moonii
Polyalthia moonii este o specie de plante din genul Polyalthia, familia Annonaceae, descrisă de George Henry Kendrick Thwaites. Conform Catalogue of Life specia Polyalthia moonii nu are subspecii cunoscute.